# Teorema de unicidad del potencial
El teorema de unicidad del potencial es un teorema de la electrostática que emplea propiedades de la solución de la ecuación de Laplace. Es la aplicación directa del problema de Dirichlet a la electrostática.

## Enunciado del teorema
El potencial que cumple la ecuación de Poisson en una cierta región R con unas ciertas condiciones de contorno dadas en su superficie S es único. O lo que es lo mismo, dados {\displaystyle \ V_{1}} y {\displaystyle \ V_{2}} definidos en R que cumplen:
{\displaystyle \nabla ^{2}V_{1}=-{\frac {\rho }{\epsilon _{0}}}\qquad V_{1}|_{S}=f}
{\displaystyle \nabla ^{2}V_{2}=-{\frac {\rho }{\epsilon _{0}}}\qquad V_{2}|_{S}=f}
implica que:
{\displaystyle V_{1}=V_{2}\qquad \forall \mathbf {r} \in R}

## Demostración
Sea {\displaystyle \ V_{1}} y {\displaystyle \ V_{2}} soluciones de la ecuación de Poisson en una cierta región R:
{\displaystyle \nabla ^{2}V=-{\frac {\rho }{\epsilon _{0}}}}
cumpliendo las condiciones de contorno
{\displaystyle \ V_{1}|_{S}=V_{2}|_{S}=f}
siendo S la superficie que delimita dicho volumen.
Tomando {\displaystyle \ V_{1}=V_{2}+\chi } por las condiciones anteriores ha de cumplirse que:
{\displaystyle \nabla ^{2}V_{1}=\nabla ^{2}V_{2}=\nabla ^{2}V_{1}+\nabla ^{2}\chi \qquad \Rightarrow \qquad \nabla ^{2}\chi =0\qquad \forall \mathbf {r} \in R}
{\displaystyle \ V_{1}|_{S}=V_{2}|_{S}=V_{1}|_{S}+\chi |_{S}=f\qquad \Rightarrow \qquad \chi |_{S}=0}
Dado que {\displaystyle \ \chi } cumple la ecuación de Laplace, no posee máximos ni mínimos locales, el valor máximo y mínimo se alcanza en la frontera ({\displaystyle \ \chi |_{S}=0}) de modo que concluimos 
{\displaystyle \ \chi =0\qquad \forall \mathbf {r} \in R}
o lo que es lo mismo:
{\displaystyle V_{1}=V_{2}\qquad \forall \mathbf {r} \in R}

## Aplicaciones
Es el fundamento teórico del método de las imágenes, un método de cálculo de potenciales en electrostática.
A través de este teorema también se explica el fenómeno denominado jaula de Faraday.